# Họ Bạc má đuôi dài
Họ Bạc má đuôi dài (danh pháp khoa học: Aegithalidae) là một họ nhỏ chứa 13 loài chim nhỏ thuộc bộ Sẻ với đuôi từ trung bình tới dài khi so sánh với kích thước phần thân. Chúng làm tổ dạng túi kiểu dệt sợi trên các cây thân gỗ. Phần lớn các loài có thức ăn hỗn hợp, bao gồm nhiều loài sâu bọ.

## Phân loại
13 loài phân bố trong 4 chi như sau.
Chi Psaltria
- Psaltria exilis: Bạc má lùn

Chi Leptopoecile
- Leptopoecile sophiae
- Leptopoecile elegans

Chi Psaltriparus
- Psaltriparus minimus: Bạc má bụi

Chi Aegithalos
- Aegithalos leucogenys: Bạc má má trắng
- Aegithalos concinnus: Bạc má họng đen. Loài này có ở Việt Nam, còn gọi là bạc má đuôi dài.
- Aegithalos caudatus: Bạc má đuôi dài
- Aegithalos glaucogularis: Bạc má họng bạc
- Aegithalos niveogularis: Bạc má họng trắng
- Aegithalos bonvaloti: Bạc má mày đen
- Aegithalos fuliginosus: Sẻ ngô than, bạc má than
- Aegithalos iouschistos: Bạc má trán nâu
- Aegithalos sharpei: Bạc má Myanma